# Mul av Kent
Mul av Kent, död 687, var en engelsk monark. Han var kung av Kent 686–687. 